# Мартьянов, Михаил Александрович
Михаил Александрович Мартьянов (род. 1 ноября 1986, Калинин, Калининская область, РСФСР, СССР) — российский актёр.

## Биография
Михаил Мартьянов родился 1 ноября 1986 года в Калинине. В 2008 году он окончил Высшее театральное училище имени М. С. Щепкина. С 2007 года и по настоящее время является актёром Малого театра. Свою первую роль он сыграл в телесериале «Дети Арбата». Удостоен диплома-премии «Золотой лист» и диплома фестиваля «Твой шанс» в 2008 году. В том же самом году он получил премию ФСБ России за актёрский вклад в фильм «Спасите наши души». В 2009 году он сыграл двойную роль в спектакле Царь Борис, режиссёром которого был В. Бейлис.

## Творчество

### Малый театр
- 2007 — «Бедность не порок» — Ряженый А. Н. Островский, режиссёр А. Коршунов
- 2008 — «Власть тьмы» — 1-й парень Л. Толстого, режиссёр Ю. Соломин
- 2008 — «Дети солнца» — Мастеровой М. Горького, режиссёр А. Шапиро
- 2009 — «Не было ни гроша, да вдруг алтын» — Модест Григорьевич Баклушин А. Н. Островский, режиссёр Э. Марцевич
- 2009 — «Царь Борис» — Стражник/Царевич Фёдор Годунов Л. Толстого, режиссёр В. Бейлис
- 2009 — «Умные вещи» — Чёрный портной С. Я. Маршака, режиссёр В. Фёдоров
- 2011 — «Дон Жуан» — Дон Октавио А. К. Толстого, режиссёр А. Клюквин
- 2011 — «Царь Иоанн Грозный» — князь Сицкий А. К. Толстого, режиссёр В. Драгунов
- 2011 — «Усилия любви...» — король Фердинанд У. Шекспира, режиссёр В. Иванов
- 2012 — «Влюблённые» — Фульдженцио К. Гольдони, режиссёр А. Клюквин
- 2012 — «Дети Ванюшина» — Алексей С. А. Найдёнова, режиссёр В. Иванов
- 2013 — «Вишневый сад» — Петя Трофимов, А. П. Чехова
- 2013 — «Село Степанчиково и его обитатели» — Павел Обноскин, Ф. М. Достоевского, режиссёр А.Яковлев
- 2013 — «День на день не приходится» — Андрей Титыч А. Н. Островского, режиссёр А. В. Коршунов
- 2014 — «Молодость Людовика XIV» — Людовик XIV А.Дюма-отца, режиссёр Ю. М. Соломин

## Фильмография
- 2004 — Дети Арбата[3]
- 2006 — Мнимый больной (телеспектакль)
- 2006 — Провинциальные страсти — Дмитрий Громов
- 2008 — Спасите наши души — Александр Кроткий, старший лейтенант НКВД
- 2009 — Горячие улики
- 2009 — Власть тьмы — Андрей
- 2009 — Победитель — Андрей
- 2009 — Адвокат 6 — Арсений
- 2011 — Охраняемые лица — Александр
- 2011 — Голубка — Олег Ключарев
- 2011 — Насильник
- 2012 — Кабы я была царица... — Игнат
- 2012 — ЧС: Чрезвычайная ситуация — Александр/Искандер Зарипов
- 2024 — Противостояние — Григорьев